# Ulf Rehnholm
Ulf Hilding Rehnholm, född 14 april 1967, är en svensk konstnär som arbetar i fotografi (bland annat lomografi och rayogram), film och ljud, verksam vid Eskilstuna folkhögskola som biträdande rektor. Bland priser och utmärkelser finns Landstinget Sörmlands kulturstipendium 2014, Stockholm Fringe Festivals Stoff Award for Art Innovation 2015 för konstprojekt 3:2, Årets Sörmlandskonstnär 2016., Konstnärscentrum Mitts Nya vägar-stipendium 2018, Clara Lachmanns fond 2018, vinnare av Eskilsstatyetten 2018  Eskilstuna konstförenings stipendiat 2020 Eskilstuna kommuns kulturstipendie 2024. Han har även en podcast vid namn "I huvudet på en konstnär".

## Utställningar
- 2024 Livet bortom alla gränser, Galleri Fiskhuset, Nyköping
- 2021 INTRYCK, KIKK Konstmagasinet, Katrineholm
- 2020 STEREO, Eskilstuna konstmueum
- 2019 6-8 konstverk om dagen, Konsthallen Hamnmagasinet Askersund [12]
- 2019 Everything is connected - Vides Deja, Joseph Riga, Little house of champagne [13]
- 2019 Sörmlandssalongen, Eskilstuna konstmuseum
- 2018 På gränsen, Bryggerihuset i Nora [14] [15] [16]
- 2018 Dokumentärfotosalong, Arbetets museum, Norrköping [17]
- 2017 Liljevalchs vårsalong [18]
- 2017 Konstprojekt 3:2, Katrineholm 100 år [19]
- 2016 Fotografiska möten, Multeum i Strängnäs [20]

## Utmärkelser och priser
- Frivilliga skytterörelsens hedersmedalj i silver (FSRHSM 2013) som aktiv i Eskilstuna skarpskyttekår[21]
- Eskilstuna kommuns kulturstipendie 2024
- Frame - short film fest i Sörmland, bästa film 27+ med filmen Balansmannen 2021
- Eskilstuna konstförenings stipendiat 2020
- Eskilsstatyetten inom kultur 2018
- Årets Sörmlandskonstnär 2016
- Stockholm Fringe Festivals Stoff Award for Art Innovation 2015 för konstprojekt 3:2
- Landstinget Sörmlands kulturstipendium 2014

### Webbkällor
- Adolfsson, Lars (9 november 2018). ”Så gjorde fotografen Rehnholm damen på mattan”. Sveriges Television. https://www.svt.se/nyheter/lokalt/sormland/sa-gjorde-fotografen-ulf-rehnholm-damen-pa-mattan. Läst 6 november 2019.
- Camilla Hammarström (12 januari 2017). ”Brokig mix på vårsalongen”. Aftonbladet. https://www.dropbox.com/s/0p03612u3861yux/Sk%C3%A4rmklipp%202019-11-22%2009.11.42.png?dl=0. Läst 22 november 2019.
- ”Ulf Rehnholm förvandlar hål i burk till fotokonst”. SVT. 23 mars 2018. https://www.svt.se/nyheter/lokalt/sormland/ett-hal-i-en-burk-blir-fotokonst. Läst 4 maj 2023.